# (101429) 1998 VF31
(101429) 1998 VF 31 — астероїд, один із п'яти троянців Марса.

## Відкриття
Астероїд відкритий 13 листопада 1998 року в лабораторії LINEAR у Сокорро. Назва астероїда є тимчасовим позначенням.

## Орбіта
(101429) 1998 VF31 обертається навколо Сонця на середній відстані приблизно 1,52 а. о. протягом одного року, а один оберт робить за 687 діб. Цей астероїд розташований у точці рівноваги Лагранжа L5 на орбіті Марса приблизно на 60° позаду від нього. Він також входить до групи об'єктів, які перетинають орбіту Марса.